# Rande (Portugal)
Rande is een plaats (freguesia) in de Portugese gemeente Felgueiras en telt 962 inwoners (2001).